# Сімер
Сі́мер — село в Україні, у Ужгородському районі Закарпатської області. Населення становить 1856 осіб.

## Географія
Сімер починається на горі Синаторія, поблизу річки Тур'ї, яка протікає між горами Синаторія, Боронська, Бранова.
На околиці села розташована геологічні пам'ятки природи — Скеля «Високий стрімчак».

## Історія
На плато, над глиняним кар'єром цегельного заводу, в урочищі Сімерські Березини — стоянка пізнього палеоліту. Тут же — курганний могильник ранньозалізного віку.
Перша згадка про село припадає на 1551 рік. Також згадується в латинській метриці, як «поселення Земере в Унгі». 1739 року — поселення має назву Осемере (Старий Сімер).
Церква Покрови пр. богородиці. 1782.
храм Покрови пр. богородиці. 1782.
У 1751 р. згадують добру дерев'яну церкву св. Параскевії з двома дзвонами, оздоблену всіма образами.
Теперішня церква — типова мурована базиліка. Храм, оновлений стараннями о. Дезидерія Натолі, що коштувало громаді 35 000 корон. Нову муровану греко-католицьку церкву Покрови Пресвятої Богородиці у селі Сімер освятив 14 вересня 1929 року архідиякон Віктор Карцуб.
У 1956 р. дахи перекрили бляхою. Тоді ж встановили іконостас роботи І. Павлишинця. Спорудження каркасної дзвіниці закінчили 28 квітня 1983 р. Ремонт зроблено у 1966 та 1975 роках.
Великий дзвін виготовила фірма «Акорд» у 1926 р. на пожертви вірників із Старої Сімери, що проживали в Америці. Менший дзвін має напис: «ВАЦЛАВЪ ЧЕРВЕНІЙ ГРАДЕЦЬ КРАЛОВЕ 550 В ЧЕХІИ». Розповідають, що на місцині, яка зветься «Церковці», стояв колись лютеранський костел. 
Впродовж дванадцятьох років греко-католицька громада с. Сімер проводила богослужіння в приміщенні дитячого садочку.
Нині в селі діє Сімерська загальноосвітня школа І-ІІ ступенів, Сімерський ЗДО, 3 церкви (православна церква Покрови Пресвятої Богородиці, греко-католицький храм Покрова Пресвятої Богородиці та помісна церква євангельських християн-баптистів), клуб, сільська рада, бібліотека, медпункт, магазини.

## Населення
За даними перепису 1827 року, в Сімерах 55 будинків та мешкало 437 осіб (за винятком 16 євреїв, усі греко-католики). За інформацією, поданою у географічному словнику Угорщини за 1829 рік, чисельність населення складала 420 осіб. У 1910 році, тут мешкало вже 796 осіб, за національною ознакою — 748 українців (русинів), 20 німців та 16 угорців.
Згідно з переписом УРСР 1989 року чисельність наявного населення села становила 1789 осіб, з яких 870 чоловіків та 919 жінок.
За переписом населення України 2001 року в селі мешкало 1829 осіб.

### Мова
Розподіл населення за рідною мовою за даними перепису 2001 року:
| Мова       | Відсоток |
| ---------- | -------- |
| українська | 98,92 %  |
| російська  | 0,97 %   |
| словацька  | 0,05 %   |
| угорська   | 0,05 %   |

## Символіка

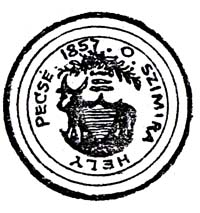
Печатка с. Сімер (1857)

Печатка села 1857 року мала увійти до гербівника населених пунктів Угорщини ще 1880 року. На ній зображений віл, що несе геральдичний щит червоного кольору. Над щитом три ножі (чи ложки), ще вище лавровий вінок. Ґрунт, на якому стоїть віл — зелений. Навколо напис угорською мовою: «Oszimira pecs (ete) печатка Старого Сіміра. 1857.».
Герб та прапор села створені творчою ініціативною групою. За основу герба взято старовинну печатку 1857 року, яка доповнена щитом французької геральдичної форми, ключем та датою першої письмової згадки. Прапор, який складається із смуг білого та синього кольорів, що чергуються між собою, доповнює зображення герба посередині.

## Туристичні місця
- На околиці села розташована геологічні пам'ятки природи — Скеля «Високий стрімчак».
- храм Покрови пр. богородиці. 1782.
- Унікальне джерело у селі Сімер. Джерело цінують за великий вихід води, завдяки чому тара набирається дуже швидко. Але передусім його цінність, все ж таки, у якості води: будь-якої погоди вона кришталево чиста, ніколи не має осаду і простояти у пляшках може досить довго (зо два тижні). Подейкують, що ця вода містить багато срібла, яке, як відомо, має дезінфікуючі властивості.

## Відомі люди
- Андрій Коцка — український живописець. Один із засновників Закарпатської організації Спілки художників України, Заслужений діяч мистецтв УРСР, Народний художник УРСР. Працював вчителем у Сімерській школі протягом 1942—1944 років.[9]
- Куля Михайло Васильович (1993—2014) — солдат Збройних сил України, учасник російсько-української війни.

```
Головний Михайло Іванович 1925-2018 доктор хімічних наук , професор
```